# 크리스토프 메첼더
크리스토프 토비아스 메첼더(독일어: Christoph Tobias Metzelder ˈkʁɪstɔf toˈbiːas mɛˈt͡sɛldɐ[*], 1980년 11월 5일, 노르트라인베스트팔렌주 할테른 ~)는 은퇴한 독일의 축구 선수로, 현역 시절 중앙 수비수로 활약했다.
그는 현역 시절 대부분을 도르트문트에서 보냈지만 자주 부상을 당했다. 그러나, 그는 독일 국가대표로 50경기에 출전한 경력이 있으며, 두 차례의 FIFA 월드컵과 UEFA 유로 2008에도 참가했다.
메첼더는 레알 마드리드와 샬케 04 소속으로도 3시즌 씩 출전한 경험이 있으며, 10년의 세월 동안 178번의 분데스리가 경기에 출전했다.

## 축구 경력

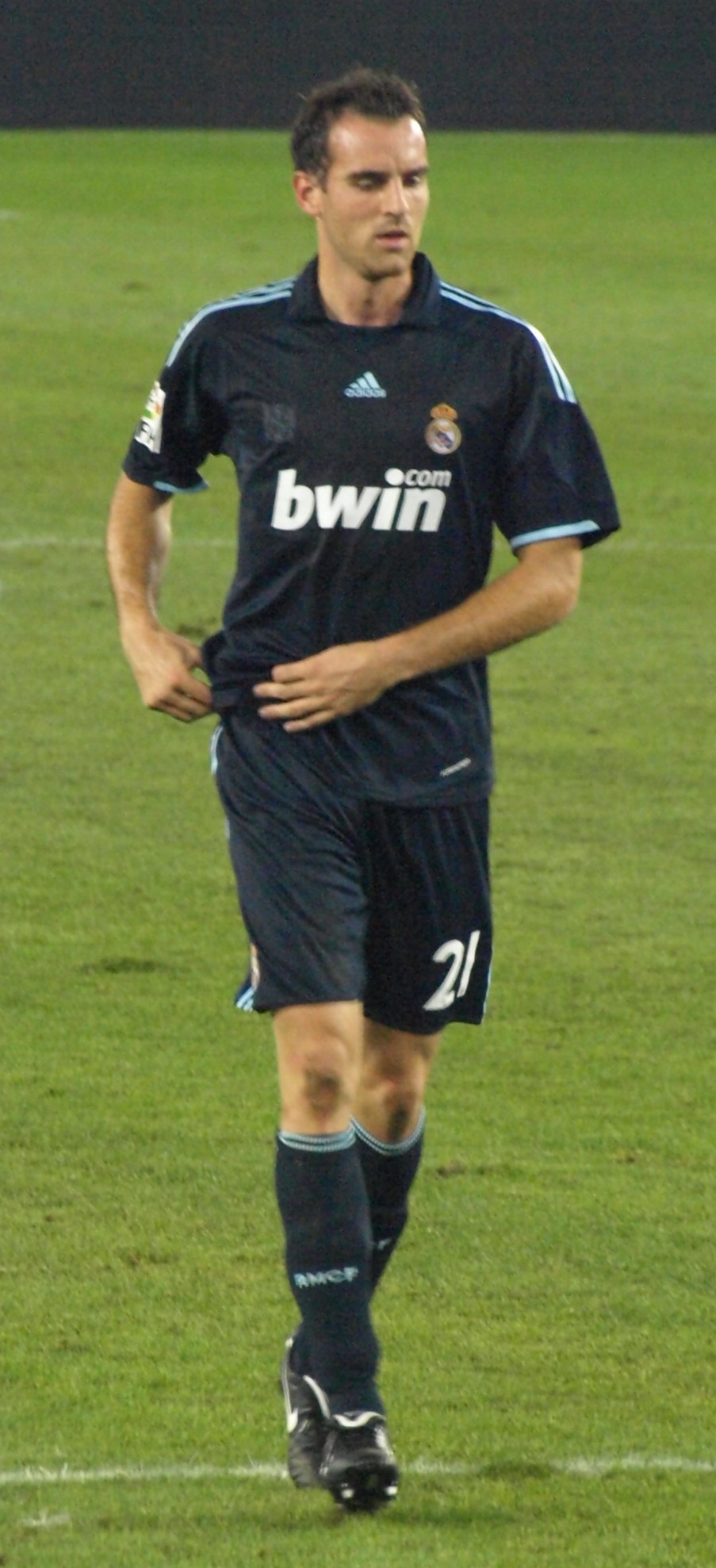
2010년, 레알 마드리드의 메첼더

### 도르트문트
메첼더는 노르트라인베스트팔렌 주 할테른 출신이다. 그는 하위 리그의 프로이센 뮌스터에서 도르트문트로 이적했고, 즉시 성공을 이룩했다. 분데스리가 첫 시즌에 그는 독일 국가대표팀에 처음으로 출전하기도 했는데, 2001년 8월 15일 헝가리와의 친선경기에 후반 교체로 들어가 5-2 승리에 일조했다.
도르트문트에서의 2년차에는 리그 우승을 거두었고, 독일 축구 대표팀 일원으로 14경기에 나섰으며, 후자의 경우 2002년 FIFA 월드컵 결승전까지 올라갔다. 그러나, 그는 2003-04 시즌을 아킬레스건 부상으로 통째로 날려버렸고, 그 다음 시즌에는 리그 16경기에 출전하는데 그쳤다.
국가대표팀 경기에 2년 동안 나오지 못한 메첼더는 중국과의 2005년 10월 친선전을 앞두고 위르겐 클린스만 신임 감독에 의해 차출되었다. 그는 1-1로 비긴 마인츠 05전과 함부르크전에서도 각각 한 골씩 기록해 골맛도 보았으며, 2006년 FIFA 월드컵에서는 붙박이 주전으로 베르더 브레멘의 페어 메르테자커와 중앙 수비를 맡았다.

### 레알 마드리드
2007년 4월 18일, 보루시아와의 계약 연장에 합의하지 못하면서, 메첼더는시즌 말 자유 이적으로 레알 마드리드에 입단했다. 2008년 2월, 스페인의 첫 시즌 전반기를 부상 없이 보낸 후, 그는 발바닥 수술을 받아 두 달 동안 활동하지 못했다. 5월 11일, 로마와의 UEFA 챔피언스리그 16강전에 결장했던 그는 사라고사와의 원정 경기에 복귀해 90분을 소화했고, 경기는 2-2 무승부로 끝났다.
소속 구단에서의 출전 시간이 부족함에도 불구하고, 메첼더는 UEFA 유로 2008에서 메르테자커와 다시 중앙 수비를 공동으로 담당하여 독일의 모든 경기에 출전했다. 2008-09 시즌, 그는 페페의 10경기 출장 정지 징계로부터 수혜를 받은 선수로, 4-2로 이긴 세비야와의 경기에서 훌륭한 활약을 펼쳤지만, 바르셀로나와의 안방 경기에 2-6으로 패할 때에도 출전했고, 자신의 스페인 무대 최다인 12경기 출장을 기록했다.
메첼더는 2010년 6월 30일에 계약이 만료되면서 레알 마드리드를 떠났다.

### 독일 무대 복귀
2010년 4월 27일, 시즌 종료를 앞두고, 메첼더는 독일 복귀를 밝혔고, 샬케 04와 3년 계약에 합의를 해, 15년 전 유소년 아카데미 시절에 활약하던 구단에 복귀했다. 2010-11 시즌 처음 두 경기인 함부르크전과 하노버 96전은 모두 1-2 패배로 끝났다.
메첼더는 같은 시즌 UEFA 챔피언스리그에서 10경기 출전하여 4강행에 일조했다. 그는 우승을 거둔 DFB-포칼에도 5경기 출전하였는데, 이 중 한 경기는 1-0으로 이긴 바이에른 뮌헨과의 경기였고, 다른 한 경기는 5-0으로 이긴 뒤스부르크와의 결승전이었다.
2013년 5월, 32세의 메첼더는 시즌 후 프로 무대에서 은퇴할 것임을 발표했다.

## 사생활
메첼더의 동생 말테도 축구선수 (중앙 수비수이기도 하다)이며, 역시 도르트문트에서 활약한 경력이 있다.
그와 이성친구 율리아 괴디케 사이에 딸 엠마 (2009년 10월 17일 출생)를 두었다.

## 경력 통계
| 클럽          | 시즌      | 리그 | 리그 | 컵   | 컵 | 유럽 | 유럽 | 합계 | 합계 |
| 클럽          | 시즌      | 출장 | 골   | 출장 | 골 | 출장 | 골   | 출장 | 골   |
| ------------- | --------- | ---- | ---- | ---- | -- | ---- | ---- | ---- | ---- |
| 도르트문트    | 2000–01   | 19   | 0    | 2    | 0  | 0    | 0    | 21   | 0    |
| 도르트문트    | 2001–02   | 25   | 0    | 1    | 0  | 12   | 0    | 38   | 0    |
| 도르트문트    | 2002–03   | 24   | 0    | 1    | 0  | 10   | 0    | 35   | 0    |
| 도르트문트    | 2003–04   | 0    | 0    | 0    | 0  | 1    | 0    | 1    | 0    |
| 도르트문트    | 2004–05   | 16   | 0    | 0    | 0  | 0    | 0    | 16   | 0    |
| 도르트문트    | 2005–06   | 23   | 2    | 1    | 0  | 0    | 0    | 24   | 2    |
| 도르트문트    | 2006–07   | 19   | 0    | 0    | 0  | 0    | 0    | 19   | 0    |
| 도르트문트    | 합계      | 126  | 2    | 5    | 0  | 21   | 0    | 152  | 2    |
| 레알 마드리드 | 2007–08   | 9    | 0    | 1    | 0  | 3    | 0    | 13   | 0    |
| 레알 마드리드 | 2008–09   | 12   | 0    | 2    | 0  | 1    | 0    | 15   | 0    |
| 레알 마드리드 | 2009–10   | 2    | 0    | 1    | 0  | 0    | 0    | 3    | 0    |
| 레알 마드리드 | 합계      | 23   | 0    | 4    | 0  | 4    | 0    | 31   | 0    |
| 샬케 04       | 2010–11   | 32   | 1    | 6    | 0  | 10   | 0    | 48   | 1    |
| 샬케 04       | 2011–12   | 16   | 1    | 0    | 0  | 3    | 0    | 19   | 1    |
| 샬케 04       | 2012–13   | 4    | 0    | 2    | 0  | 1    | 0    | 6    | 0    |
| 샬케 04       | 합계      | 52   | 2    | 8    | 0  | 14   | 0    | 73   | 2    |
| 경력 합계     | 경력 합계 | 201  | 4    | 17   | 0  | 39   | 0    | 256  | 4    |

## 수상

### 클럽
도르트문트
- 분데스리가: 2001–02
- DFB-리가포칼 준우승: 2003
- UEFA컵 준우승: 2001–02

레알 마드리드
- 라 리가: 2007–08
- 수페르코파 데 에스파냐: 2008

샬케 04
- DFB-포칼: 2010–11
- DFL-슈퍼컵: 2011

### 국가대표팀
독일
- FIFA 월드컵 준우승: 2002
- UEFA 유럽 축구 선수권 대회 준우승: 2008

### 개인
- 브라보상: 2002